# Arctia hexacha
Arctia hexacha är en fjärilsart som beskrevs av Smith 1957. Arctia hexacha ingår i släktet Arctia och familjen björnspinnare. Inga underarter finns listade i Catalogue of Life.